# Sauber C14
O C14 é um modelo da Sauber na temporada de 1995 da Fórmula 1. A temporada marca a estreia da Red Bull como patrocinadora principal. Condutores: Karl Wendlinger, Heinz-Harald Frentzen e Jean-Christophe Boullion.

## Resultados[2]
(legenda) 
| Ano  | Chassi | Motor               | Pneus | N° | Pilotos                  | 1   | 2   | 3   | 4   | 5   | 6   | 7   | 8   | 9   | 10  | 11  | 12  | 13  | 14  | 15  | 16  | 17  | Pontos | Posição |  |
| ---- | ------ | ------------------- | ----- | -- | ------------------------ | --- | --- | --- | --- | --- | --- | --- | --- | --- | --- | --- | --- | --- | --- | --- | --- | --- | ------ | ------- |  |
|      |        |                     |       |    |                          |     |     |     |     |     |     |     |     |     |     |     |     |     |     |     |     |     |        |         |  |
|      |        |                     |       |    |                          | BRA | ARG | SMR | ESP | MON | CAN | FRA | GBR | GER | HUN | BEL | ITA | POR | EUR | PAC | JPN | AUS |        |         |  |
| 1995 | C14    | Ford ECA Zetec-R V8 | G     | 29 | Karl Wendlinger          | Ret | Ret | Ret | 13  |     |     |     |     |     |     |     |     |     |     |     | 10  | Ret | 18     | 7º      |  |
| 1995 | C14    | Ford ECA Zetec-R V8 | G     | 29 | Jean-Christophe Boullion |     |     |     |     | 8   | Ret | Ret | 9   | 5   | 10  | 11  | 6   | 12  | Ret | Ret |     |     | 18     | 7º      |  |
| 1995 | C14    | Ford ECA Zetec-R V8 | G     | 30 | Heinz-Harald Frentzen    | Ret | 5   | 6   | 8   | 6   | Ret | 10  | 6   | Ret | 5   | 4   | 3   | 6   | Ret | 7   | 8   | Ret | 18     | 7º      |  |